# Livre des mécanismes ingénieux
Ne doit pas être confondu avec Livre de la connaissance des procédés mécaniques.
Le livre des mécanismes ingénieux (en arabe : كتاب الحيل) est un livre richement illustré décrivant une centaine de dispositifs mécaniques et hydrauliques, y compris des automates utilisés pour leur fonctionnement. Publié en 860 dans la maison de la sagesse à Bagdad, il a été écrit par les frères Banou Moussa.

## Publication
L'ouvrage a été rédigé à la demande du calife abbasside Al-Ma’mūn qui donna pour instruction aux frères Banou Moussa de répertorier tous les textes savants de l'époque hellénistique. Outre ces traductions, les frères ont publié dans le livre leurs propres inventions.
Ce livre a été largement diffusé dans le monde musulman et a pu parvenir au monde européen via l'Espagne d'Al-Andalus. On cite pour exemple l'usage de vannes à boisseau conique par Léonard de Vinci.
Ce travail a largement inspiré Al-Jazari qui a publié un ouvrage avec le même titre en 1206.

## Description
Le livre contient une centaine de machines ou d'objets, la plupart dus aux frères Banou Moussa ou adaptés par eux :
- mécanismes : entonnoir, vilebrequin, vannes à boisseau conique, robinet à flotteur et autres systèmes de régulation hydraulique, masque à gaz et soufflet de ventilation pour les mines ;
- drague, fontaines à jet variable,
- lampe-tempête, lampe à arrêt automatique, à alimentation automatique ;
- instruments de musique automatiques dont une flûte programmable[3].